# Ле-Пен (Изер)
Ле-Пен (фр. Le Pin) — коммуна во Франции, находится в регионе Рона — Альпы. Департамент коммуны — Изер. Входит в состав кантона Вирьё. Округ коммуны — Ла-Тур-дю-Пен.
Код INSEE коммуны — 38305. Население коммуны на 1999 год составляло 974 человека. Населённый пункт находится на высоте от 487 до 767 метров над уровнем моря. Муниципалитет расположен на расстоянии около 450 км юго-восточнее Парижа, 65 км юго-восточнее Лиона, 35 км северо-западнее Гренобля. Мэр коммуны — Jean-Paul Bret, мандат действует на протяжении 2008—2014 гг.
Динамика населения (INSEE):